# Hounded
Hounded (titulada Perseguido en Hispanoamérica y Con un chucho en los talones en España) es una Película Original de Disney Channel transmitida por primera vez en EE. UU. el 13 de abril de 2001, por Disney Channel. Fue dirigida por Neal Israel y protagonizada por Tahj Mowry, Craig Kirkwood, Shia LaBeouf y Ed Begley, Jr.

## Sinopsis
Jay Martin (Tahj Mowry) es un niño que hace su esfuerzo de competir con su rival Ronnie Van Dusen (Shia LaBeouf) para obtener una beca en la escuela. Mientras tanto el director Van Dusen (Ed Begley Jr.) el padre de Ronnie roba la presentación de Jay y se lo da a su hijo. Más tarde, Jay va a la casa de los Van Dusen a recuperar su presentación y un perro intenta seguirle y lo lleva a su casa y dentro está haciendo muchos desastres por lo cual será una pesadilla.

## Reparto
- Tahj Mowry - Jay Martin
- Craig Kirkwood - Mike Martin
- Shia LaBeouf - Ronny Van Dusen
- Steven Bendik - Bill Lipka
- Sara Paxton - Tracy Richburg
- Rachelle Carson - Eliza Van Dusen
- Ed Begley, Jr. - Ward Van Dusen

- Datos: Q3629136